# Genetta angolensis
La jineta de Angola, de Mozambique o de Hinton (Genetta angolensis) es una especie de mamífero carnívoro de la familia Viverridae, similar a la jineta común (Genetta genetta) tanto en apariencia como en comportamiento.

## Morfología
Pelaje con grandes manchas de color oscuro en tres hileras a cada lado de una cresta dorsal eréctil, relativamente larga, de unos seis centímetros. Tiene, además, el cuello rayado y la cola, muy velluda, con de seis a ocho anillos y con la punta de color negro. No son infrecuentes los ejemplares muy oscuros, o incluso melánicos. Suele pesar de uno a dos kilos, siendo los machos de mayor tamaño que las hembras.

## Distribución y hábitat
Su área de distribución comprende el sur de la República Democrática del Congo, el centro y noreste de Angola, Zambia occidental, el norte de Mozambique, y probablemente, el sur de Tanzania y norte de Zimbabue. Se encuentra, principalmente, en bosques abiertos de Miombo intercalados de sabanas.

## Comportamiento
La jineta de Angola tiene entre uno o dos ciclos reproductivos por año, y como en el resto de especies del género Genetta, dan a luz de dos a cuatro crías, tras una gestación de unos setenta días, en un nido situado en un árbol o en una madriguera.
Su dieta se compone de invertebrados y vertebrados de pequeño tamaño, y ocasionalmente, de carroña y frutos.